# Les Brown
Lester Raymond Brown, detto Les (Reinerton, 14 marzo 1912 – Pacific Palisades, 4 gennaio 2001), è stato un musicista statunitense.

## Biografia
Nato in Pennsylvania, si è formato studiando con il bandleader Patrick Conway, prima di ricevere una borsa di studio musicale all'Accademia Militare di New York. Nei primi anni '30 ha guidato il gruppo Les Brown and His Blue Devils. Nel 1938 la formazione cambia nome in Les Brown and the Band of Renown.
Nel 1945 il gruppo portò alla ribalta Doris Day con la registrazione di Sentimental Journey, la cui uscita coincise con la fine della seconda guerra mondiale in Europa e che per questo divenne il tema del "ritorno a casa" non ufficiale per molti veterani. Un altro successo della band è stato I've Got My Love to Keep Me Warm.
Nel periodo 1952-1953 è stato direttore dell'orchestra nel programma radiofonico The Doris Day Show.
Les Brown and the Band of Renown hanno suonato con Bob Hope in radio, televisione, teatro e dal vivo per quasi cinquanta anni. Brown e la band si esibirono inoltre con tutti i più importanti artisti del tempo, tra cui Frank Sinatra, Ella Fitzgerald e Nat King Cole.
Brown morì a causa di un tumore ai polmoni all'età di 88 anni. Suo figlio Les Jr. (nato nel 1940) divenne il leader della Band of Renown dopo la morte del padre.